# Караваев, Георгий Аркадьевич

Дорофеев А. А., Караваев Г. А., Сорокин М. М., и Шижов Ю. А. в Посольстве СССР в ГДР 1982

Георгий Аркадьевич Карава́ев (1913—1994) — советский государственный деятель, министр строительства СССР (1967—1986). Герой Социалистического Труда. Лауреат Сталинской премии второй степени.

## Биография

Могила Караваева на Троекуровском кладбище Москвы.

Родился 21 марта (3 апреля) 1913 года в Санкт-Петербурге. В 1935 году окончил ЛИИВТ по специальности инженер-гидротехник.
В 1936—1937 годах — на строительстве в Архангельской области: инженер, старший инженер,
в 1937—1942 годах — прораб, начальник «Гидростроя», заместитель главного инженера строительства.
В 1942—1943 годах — заместитель главного инженера строительства Богословского алюминиевого завода НКВД СССР в Краснотурьинске (Свердловская область).
В 1943—1945 годах — начальник особой строительно-монтажной части № 26 наркомата строительства СССР в Харькове.
В 1945—1951 годах — начальник особой строительно-монтажной части № 44 — управляющий строительно-монтажным трестом № 44 министерства строительства предприятии машиностроения СССР в (Николаев).
В 1951 году — начальник Главюгстроя министерства строительства предприятий машиностроения.
В 1951 году — заместитель министра строительства предприятий машиностроения, затем начальник строительства Дворца культуры и науки в Варшаве — заместитель министра строительства предприятий тяжелой индустрии.
В 1954—1957 годах — первый заместитель министра строительства предприятий металлургической и химической промышленности СССР.
В 1957—1959 годах — заместитель председателя Свердловского совнархоза.
В 1959—1960 годах — начальник отдела организации строительства и производства работ Госстроя СССР.
В 1960—1961 годах — первый заместитель председателя Государственного комитета СМ СССР по делам строительства.
В 1961—1963 годах — председатель правления Всесоюзного банка финансирования капитальных вложений.
В 1963—1965 годах — первый заместитель председателя Государственного комитета по делам строительства СССР (в декабре 1961 — октябре 1965 годах — министр СССР).
В 1965—1967 годах — первый заместитель Государственного комитета СМ СССР по делам строительства.
В 1967—1986 годах — министр строительства СССР.
Депутат Совета Национальностей ВС СССР 7—11 созывов (1966—1989) от Марийской АССР. Член ВКП(б) с 1940 года. Член ЦК КПСС в 1976—1986 годах (кандидат в 1971—1976 годах).
С января 1986 года персональный пенсионер союзного значения.
Умер 3 ноября 1994 года. Похоронен в Москве на Троекуровском кладбище.

## Награды и звания
- Герой Социалистического Труда (1983).
- четыре ордена Ленина
- орден Октябрьской революции
- четыре ордена Трудового Красного Знамени
- Сталинская премия второй степени (1950) — за разработку и осуществление новых методов строительных работ
- Почётный гражданин Йошкар-Олы (1972)

## Память
- С 2003 года его имя носит одна из улиц столица Марий Эл — Йошкар-Олы[1][2][3].

- 4 августа 2010 года в Йошкар-Оле на доме № 22 по Ленинскому проспекту в память о депутате Г. А. Караваеве была торжественно открыта мемориальная доска[4]. В торжественном открытии приняли участие Председатель Государственного Собрания Марий Эл, почётный строитель России, заслуженный строитель Российской Федерации и Республики Марий Эл Минаков Ю. А. и члены Совета ветеранов треста «Марпромстрой»[1]. Надпись на доске гласит: «Георгий Аркадьевич Караваев, депутат Верховного Совета СССР от Марийской АССР четырёх созывов: 1970—1989 годы. Министр строительства СССР в 1967—1986 годах»[5].